# Odklepanje z odsunom
Odklepanje z odsunom je princip delovanja strelnega orožja, kjer se za odklep zaklepa od cevi uporablja odsun.
Ločimo:
- kratko trzanje cevi, kjer zaklep in cev ob strelu trzneta skupaj za nekaj milimetrov, nato zaklep nazaj potuje sam, izvrže tulec, naloži nov naboj, se ponovno spoji s cevjo in vrne v začetni položaj. Tako deluje večina 9 mm pištol kot so Glock, Beretta 92FS, Luger, SIG Sauer P226... Prav tako pa se uporablja v nekaterih puškah, brzostrelkah in mitraljezih (npr. MG 34, MG 42, Maxim).
- dolgo trzanje cevi, kjer zaklep in cev ob strelu nazaj trzneta za celotno dolžino zaklepa, nato cev sama potuje naprej (zaklep čaka v zadnjem položaju). Ob tem se izvrže tulec. Ko cev doseže začetni položaj, se začne naprej premikati še zaklep, ki v tem premiku v cev naloži nov naboj. Zaklep in cev se tako v začetnem položaju spet združita. Tak princip delovanja med drugimi uporabljata mitraljeza Madsen in Chauchat,  šibrenica Browning Auto-5 in pištola Frommer Stop.
- inercija se uporablja pri nekaterih šibrenicah znamke Benelli.